# كدسورة معنقة طويلة
كدسورة معنقة طويلة (الاسم العلمي: Kadsura longipedunculata) هي نوع من النباتات يتبع جنس الكدسورة من الفصيلة الشزندرية.